# 이드릴

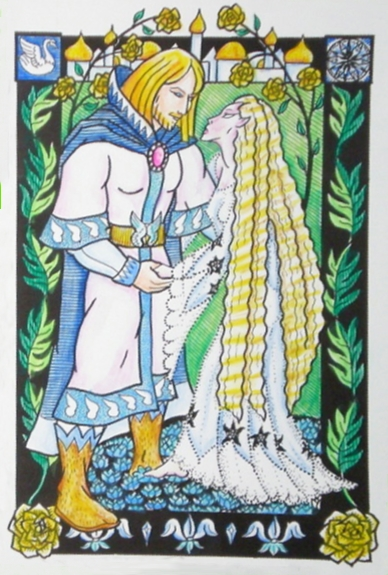

《실마릴리온》의 등장인물이며, 놀도르 대왕 투르곤의 외동딸이자 투오르의 아내이다. 곤돌린에 당도한 투오르와 혼인하여 에아렌딜을 낳았다.

## 생애
놀도르의 대부분이 가운데땅으로 향할 때, 핑골핀 가문의 일원으로 헬카락세를 지나 정착했다. 곤돌린의 건국 이전에 네브라스트에 거했으나 투르곤이 그의 휘하 사람들을 이끌고 은밀한 왕국으로 들어갈 때 그녀 역시 곤돌린에 이주한다. 긴 시간이 흐르는 동안 외부로부터 단절된 곤돌린에 울모의 사자 투오르가 보론웨의 인도로 왕국으로 당도하면서 그와 혼인하고 자식을 낳았다. 이 자식이 바로 인간 영웅 에아렌딜이다.
곤돌린이 멸망할 때, 부친 투르곤과 놀도르 전사 대부분이 사투를 벌이거나 탈출을 하던 시기에 그녀는 투오르와 아들 에아렌딜을 데리고 피난민들의 우두머리로 탈출하게 된다. 이후 선박을 건조해 서쪽으로 구원을 요청하러 떠났다.

## 기타
요정과 인간 사이에 맺어진 두 번째 혼인의 당사자다. 그녀의 후손은 요정 혹은 인간의 삶 중 하나를 선택해야 하는 순간을 겪는다.